# 홍영희 (1955년생 배우)
홍영희(洪英姬, 1955년 9월 15일~)는 조선민주주의인민공화국의 배우이다. 1972년에 예술영화 《꽃파는 처녀》의 주인공을 맡으면서 17세의 나이에 공훈배우에 올랐다. 이후 인민배우 칭호, 국기훈장 제1급을 받았다.

## 작품 목록
- 《첫 무장대오에서 있은 이야기》(1972)
- 《우리는 묘향산에서 다시 만난다》(1982)
- 《민족과 운명(19~24부)》(1994~1995)
- 《한 지대장의 이야기》(1983)
- 《은비녀》(1985)
- 《설풍경》(2010)